# El año del diluvio
El año del diluvio (deutsch: „Das Jahr der Sintflut“) ist ein spanisch-französisch-italienisches Filmdrama von Jaime Chávarri aus dem Jahr 2004 mit Fanny Ardant in der Hauptrolle. Als literarische Vorlage diente der gleichnamige Roman (1992) des spanischen Schriftstellers Eduardo Mendoza, der auch am Drehbuch mitwirkte.

## Handlung
Schwester Consuelo ist Anfang der 1950er Jahre Mutter Oberin eines Klosters in Katalonien. Um das Hospital des Klosters in ein Altenheim umbauen zu lassen, beginnt sie, Geld zu sammeln. Auf der Suche nach finanzieller Unterstützung lernt sie den wohlhabenden Großgrundbesitzer Don Augusto Aixelá kennen. Aixelá zeigt Interesse an dem Projekt, weshalb sie sich in der Folgezeit häufig sehen. Schwester Consuelo, die sich zunehmend zu Aixelá hingezogen fühlt, erfährt dabei nicht nur Details über seine romantische Vergangenheit, sondern auch dass er Franco im Spanischen Bürgerkrieg unterstützt hat. 
Während die Region von Hochwasser heimgesucht wird und auch Teile des Klosters unter Wasser stehen, ringt Schwester Consuelo mit ihren Gefühlen. In einem Brief an ihre Vorgesetzten will sie schuldbewusst von ihrer Liebe zu Aixelá berichten und um eine Versetzung in ein anderes Kloster bitten. Sie schickt den Brief jedoch nicht ab. Trotz ihrer Gewissensbisse und gegen ihr Gelübde lässt sie sich auf eine kurze Romanze mit Aixelá ein. Was für sie Liebe bedeutet, ist für ihn jedoch nicht mehr als ein weiteres seiner zahlreichen amourösen Abenteuer. Zurück im Kloster betet sie zu Maria und beschließt, das Kloster heimlich zu verlassen. 
Auf ihrem Weg durch den Wald trifft sie auf Banditen, deren Anführer Balaguer bei einem Schusswechsel mit Soldaten schwer verwundet wurde. In seinem Versteck versorgt sie seine Wunde, während er ihr von seinem Leben erzählt. Als Soldaten das Versteck entdecken, werden Balaguer und seine Männer erschossen. Schwester Consuelo kehrt ins Kloster zurück, wo sie sich fortan wieder einzig und allein um ihre Aufgabe als Nonne kümmert. Viele Jahre später, als sie im Sterben liegt, gelten ihre letzten Gedanken jedoch nicht den zahlreichen Wohltaten, die sie zeit ihres Lebens geleistet hat, sondern ihren gemeinsamen Stunden mit Aixelá, durch den sie die Liebe kennengelernt hat.

## Hintergrund
Der Romancier Eduardo Mendoza veröffentlichte 1992 seinen Roman Das Jahr der Sintflut (El año del diluvio). Zusammen mit Regisseur Jaime Chávarri adaptierte er seine Geschichte über eine Nonne, die sich verliebt und sich ihrer Leidenschaft hingibt, für die Leinwand. Gedreht wurde unter anderem in den Gemeinden Mura und Navarcles in der Provinz Barcelona. Fanny Ardant wurde in der Originalfassung von der spanischen Schauspielerin Mercedes Sampietro synchronisiert.
Der Film wurde am 28. April 2004 in Spanien uraufgeführt.

## Kritiken
Fernando Méndez-Leite von der spanischen Fotogramas schwärmte von der „außerordentlichen Fanny Ardant“, die das „unvermeidliche Schicksal“ ihrer Rolle „mit subtiler Feinheit“ vermittelt habe. Darío Grandinetti und Ginés García Millán könnten in ihren Rollen zwar ebenfalls überzeugen, doch „die Königin“ des Films sei „zweifellos“ Ardant als „eine der sinnlichsten Nonnen, die man je gesehen hat“.
Jonathan Holland von Variety fand, dass Jaime Chavarris Film der Vorlage nicht gerecht werde. Obwohl Eduardo Mendoza am Drehbuch mitgewirkt habe, fehle dem Film weitgehend „die Anmut und der Geist“ des Romans. Stattdessen weise er „eine merkwürdige Kombination von schwerfälligem Realismus und Unglaubwürdigkeiten“ auf.

## Auszeichnungen
Beim Filmfestival Málaga war Chávarris Film 2004 für den Goldenen Biznaga nominiert. Ein Jahr darauf erhielten Jaime Chávarri und Eduardo Mendoza für ihr Drehbuch Nominierungen für den Goya und den Preis des Círculo de Escritores Cinematográficos. 

## Soundtrack
- Carles Cases: El año del diluvio. Import (Megaphon Importservice) 2008, eine CD mit fünf Aufnahmen der Filmmusik.